# Сукіях
Сукіях — село в Кулінському районі Дагестану.
За надписами на надмогильних каменях можна сказати, що селу 2500-3000 років.
Приблизно 400 років тому в Казікумухського хана служили три брати з цього села. По невідомій причині брати вбили ханського солдата (нукара). Тоді хан виселив їх з сім'ями з Сукіяху в Дахадаєвський район. Разом з ними переселилося ще кілька сімей. Там вони заснували село Щадні.
В 1938 в селі відкрито школу в приватній оселі, а в 1961 збудовано нову школу. В 1956 відкрито медпункт.
Зараз[коли?] в Сукіях 33 двори (найбільше було в 50-х роках — 67).